# Johann Georg Stulz von Ortenberg
Johann Georg Stulz von Ortenberg (auch Georg Stulz zu Ortenberg) (* 17. Februar 1771 in Kippenheim; † 17. November 1832 in Hyères) war Schneider, Kaufmann und Wohltäter.

## Leben und Wirken

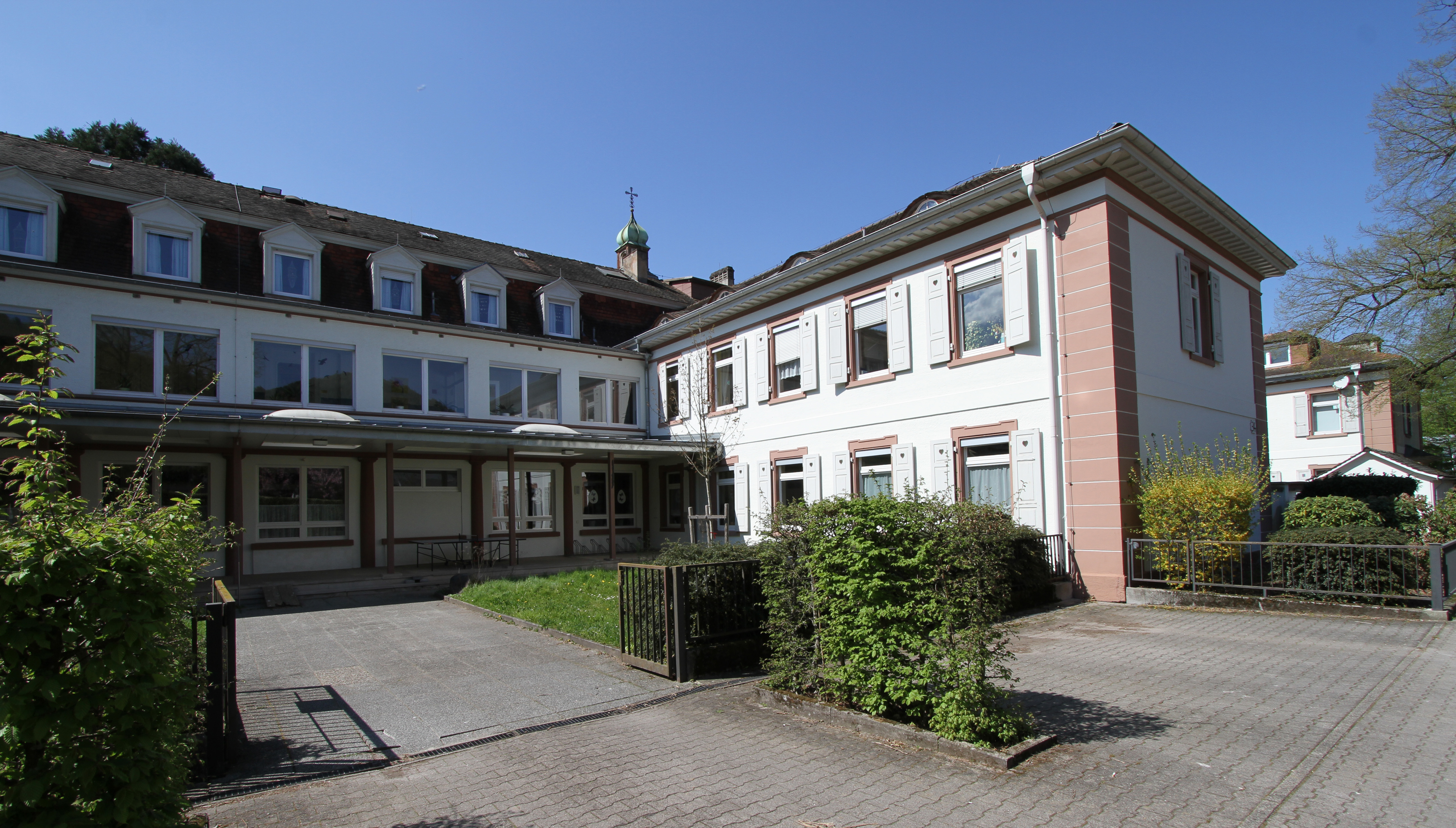
Stulz-von Ortenberg-Schule in Baden-Baden-Lichtental

Stulz wurde als Sohn des Schneidermeisters Johann Georg Stulz und Barbara Leppert geboren. Nach einer Schneiderlehre bei seinem Vater ging er 1787 auf Wanderschaft und kam als Diener eines Lords nach England. Dort arbeitete er als Schneider am deutschen Herrenmodehaus Schweitzer. Er wurde zunächst Teilhaber, dann nach dem Tode Schweitzers Alleinerbe. Mit seiner Schneiderei wurde er rasch berühmt und reich. Die Firma belieferte Hof und Adel und Stulz erhielt den Beinamen „Modekönig von London“.
Nachdem er die Firma über dreißig Jahre lang geführt hatte, setzte er sich zur Ruhe und lebte die letzten Jahre in Hyères in Südfrankreich. Große Teile seines Vermögens vermachte er unter anderem seiner Heimatgemeinde Kippenheim, der Waisenanstalt Lichtental sowie der Technischen Hochschule Karlsruhe.
Schon zu Lebzeiten war er als Wohltäter bekannt. So spendete er den Gemeinden Huttenheim, Rheinsheim, Rheinhausen, Oberhausen und Philippsburg nach dem Rhein-Hochwasser im Jahre 1831 25.000 französische Franken, damit diese die Schäden bezahlen konnten.
Großherzog Leopold ehrte Stulz kurz vor dessen Tode am 30. August 1832 damit, dass dieser den Namen des ausgestorbenen Geschlechts von Ortenberg seinem eigentlichen Namen zufügen durfte.
Stulz ist Ehrenbürger von Karlsruhe, Oberhausen-Rheinhausen und Philippsburg.

## Weblink
- http://philippsburg.inmeco.de

| Personendaten    | Personendaten                     |
| ---------------- | --------------------------------- |
| NAME             | Stulz von Ortenberg, Johann Georg |
| ALTERNATIVNAMEN  | Stulz zu Ortenberg, Georg         |
| KURZBESCHREIBUNG | Schneider, Kaufmann und Wohltäter |
| GEBURTSDATUM     | 17. Februar 1771                  |
| GEBURTSORT       | Kippenheim                        |
| STERBEDATUM      | 17. November 1832                 |
| STERBEORT        | Hyères                            |